# New City (New York)
New City ist ein Census-designated place und gleichzeitig Verwaltungssitz (County Seat) des Rockland County im Bundesstaat New York in den Vereinigten Staaten mit 33.559 Einwohnern (2010).

## Geographie
New City wird im Norden von Haverstraw, im Osten vom Hudson River, im Westen vom Palisades Interstate Parkway und im Süden vom Interstate 87 begrenzt und liegt rund 30 Kilometer nördlich der Randbezirke von New York City.

## Geschichte
New City wurde im Jahr 1798 gegründet. Zu diesem Zeitpunkt wurden das Rockland County vom Orange County abgetrennt. Damit wurde auch ein Verwaltungssitz für das neue (new) County benötigt. Der Einfachheit halber wurde dieser Ort New City genannt. Neben der Verwaltung waren die Einwohner hauptsächlich mit der Landwirtschaft befasst. Aufgrund der Nähe zu New York City, jedoch in abgeschiedener und ruhiger Gegend, verlegten einige Bewohner der Metropole ihren Wohnsitz nach New City, beispielsweise Lotte Lenja und Kurt Weill.

## Historische Bauwerke
Einige historische Bauwerke in New City sind im National Register of Historic Places eingetragen. Dazu zählen die folgenden: English Church and Schoolhouse, H. R. Stevens House, Rockland County Courthouse and Dutch Gardens und Jacob Blauvelt House.

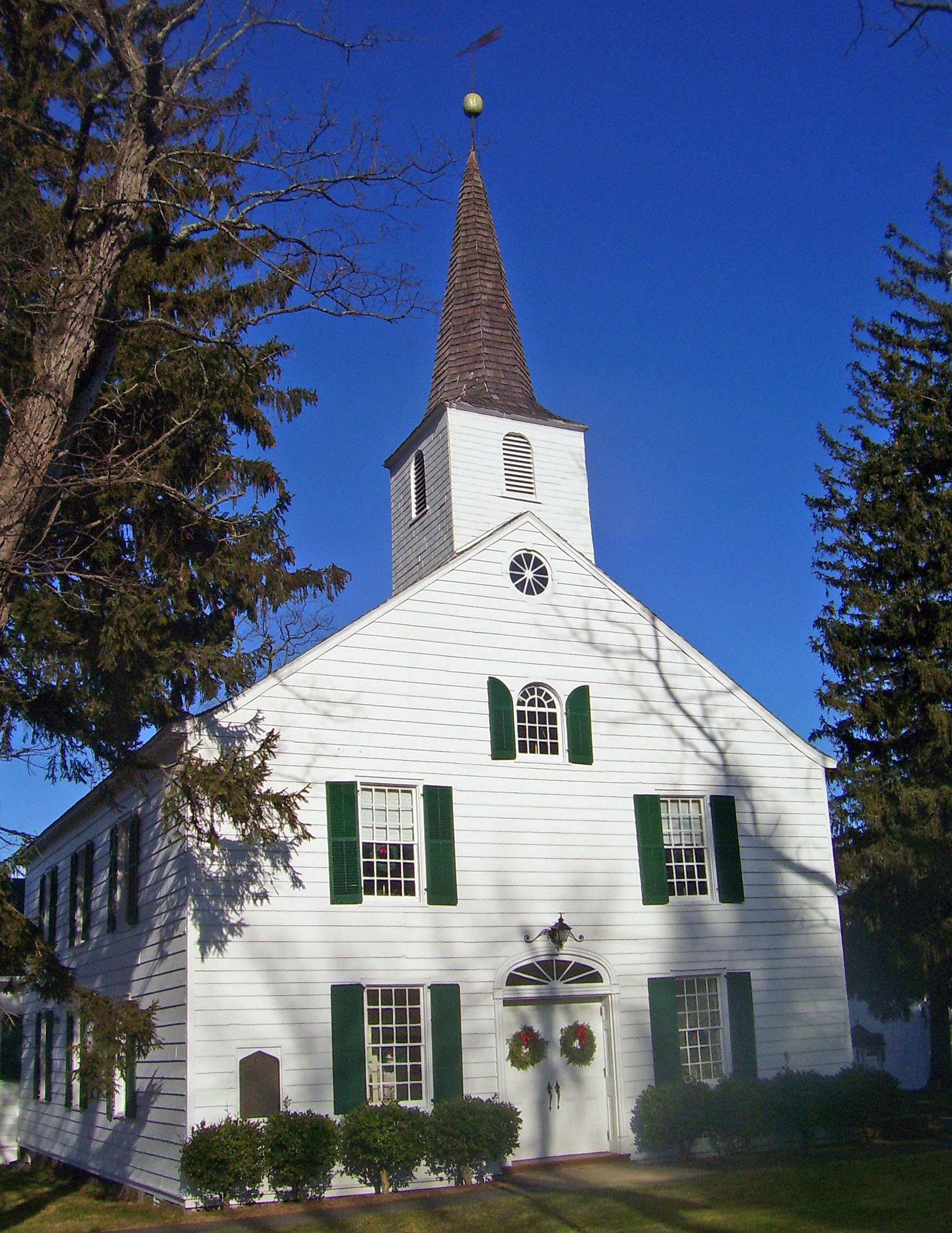
English Church and Schoolhouse
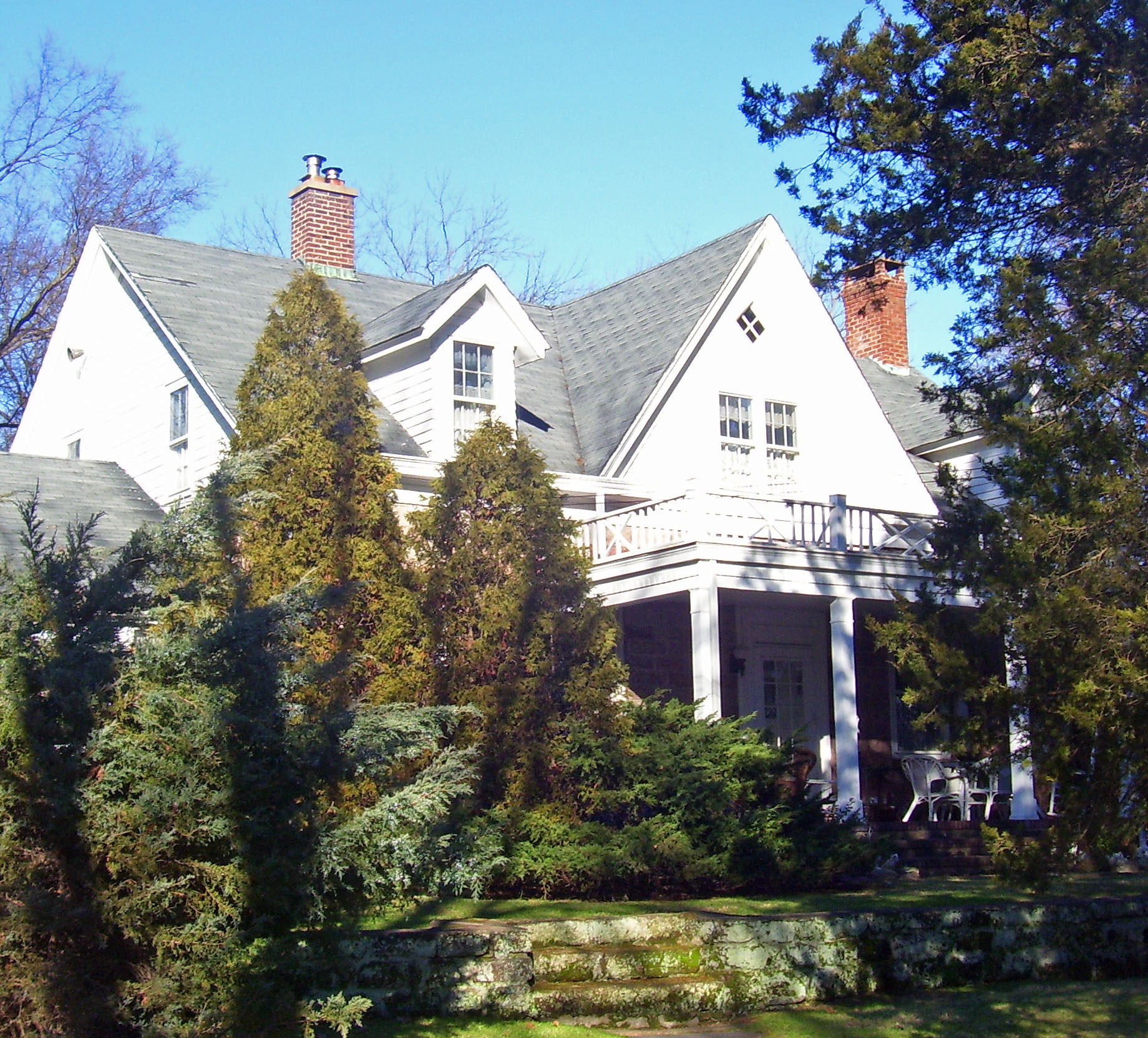
H. R. Stevens House
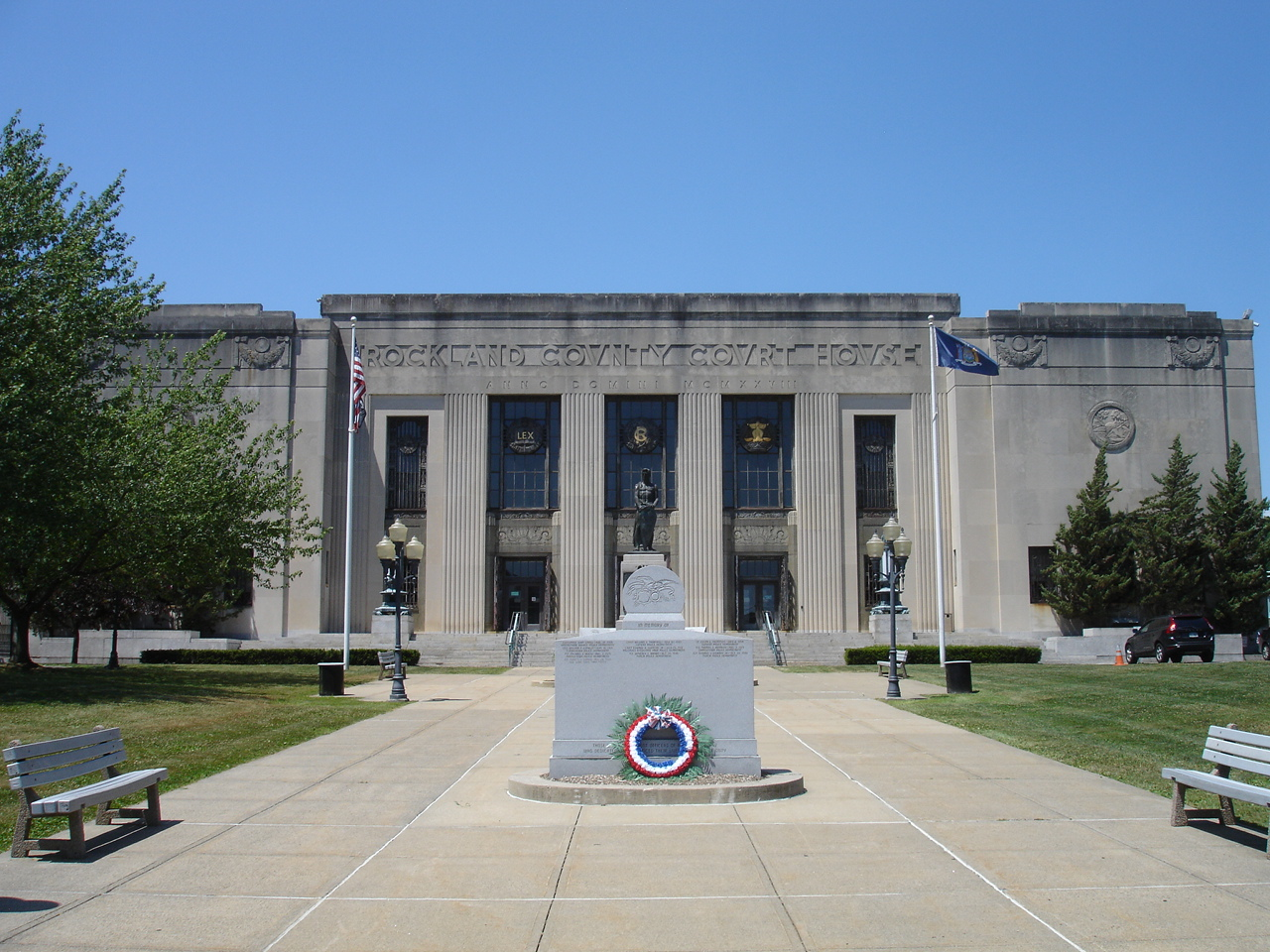
Rockland County Courthouse and Dutch Gardens
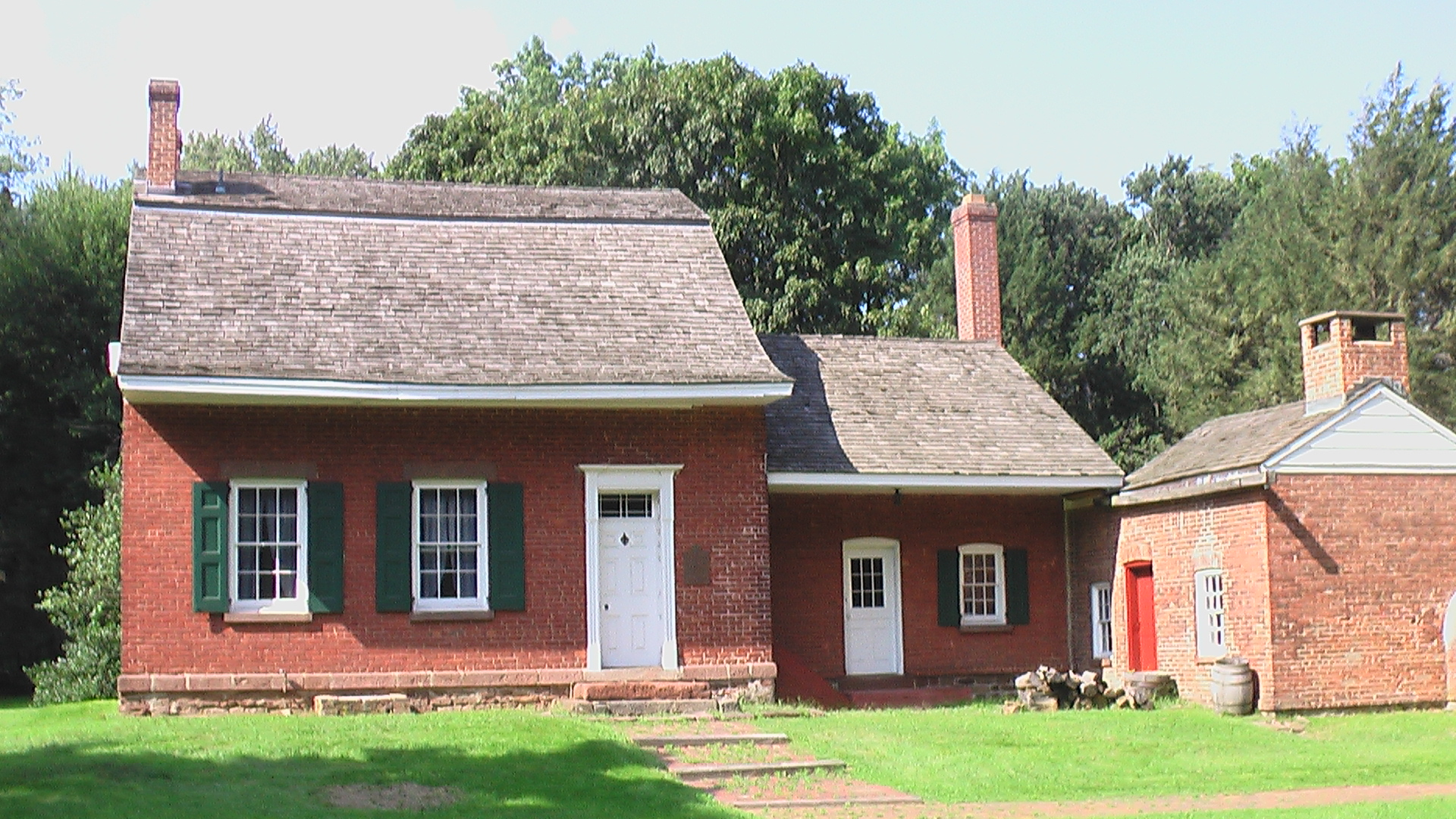
Jacob Blauvelt House

## Demografische Daten
Im Jahr 2010 wurde eine Einwohnerzahl von 33.559 Personen ermittelt, was einer Abnahme um 1,4 % gegenüber 2000 entspricht. Das Durchschnittsalter lag 2010 mit 44,1 Jahren oberhalb des Wertes von New York, der 40,7 Jahre betrug. 27,2 % der heutigen Bewohner gehen auf Einwanderer aus Italien zurück. Weitere maßgebliche Zuwanderungsgruppen während der Anfänge des Ortes kamen zu 16,0 % aus Irland, zu 10,0 % aus Deutschland und zu 9,8 % aus Russland.